# SN 1988W
SN 1988W – supernowa odkryta 17 listopada 1988 roku w galaktyce A094237+2644. W momencie odkrycia miała maksymalną jasność 20,80m.